# Heri Joensen
Heri Joensen (Tórshavn, 21 febbraio 1973) è un chitarrista faroese.
È il chitarrista, cantante e principale compositore del gruppo viking metal Týr; gli altri membri del gruppo attualmente sono Gunnar Thomsen (basso), Tadeusz Rieckmann (batteria) e Hans Hammer (batteria).

## Biografia
Heri cominciò a suonare a quattordici anni dopo aver visto una chitarra in un negozio ed averla comprata assieme ad un amplificatore entrambi di qualità molto bassa, tanto che egli stesso afferma di essere stupito da come i suoi genitori riuscissero a sopportare il rumore da lui prodotto.
Il suo primo gruppo si chiamava Cruiser e vi suonava anche Gunnar Thomsen. Dopo il cambio del nome in Wolfgang Heri e Gunnar incontrarono il batterista Kári Streymoy che entrò nella band.
Nell'autunno del 1997 Heri Joensen si trasferì a Copenaghen in Danimarca per studiare musica; l'anno successivo incontrò ad un party il suo vecchio compagno di band Kári Streymoy e gli propose di fondare un nuovo gruppo.
Nonostante l'iniziale rifiuto, Streymoy accettò in seguito la sua proposta, ai due si aggiunse presto Gunnar H. Thomsen e il trio iniziò a comporre musica ispirata alle tradizioni Scandinave e Faroesi.
Joensen ha collaborato anche con altre band: compare nell'album From Afar degli Ensiferum, nel quale canta il brano Vandraren. Inoltre, in numerosi live si è esibito insieme agli scozzesi Alestorm.

## Vita privata
Heri Joensen vive a Lambi, una minuscola frazione della cittadina di Runavík nelle Isole Fær Øer, dopo aver divorziato nel 2012 dalla moglie Sigrið, da cui nel 2005 ha avuto un figlio chiamato Tórur (in onore di Thor) e una figlia, Bryndis.